# Godiasco
Godiasco là một đô thị ở tỉnh Pavia trong vùng Lombardia của Ý, có cự ly khoảng 60 km về phía nam của Milan và khoảng 30 km về phía nam của Pavia. Tại thời điểm ngày 31 tháng 12 năm 2004, đô thị này có dân số 2.968 người và diện tích là 20.6 km².
Đô thị Godiasco có các frazione (đơn vị trực thuộc) Salice Terme.
Godiasco giáp các đô thị sau: Casalnoceto, Cecima, Montesegale, Ponte Nizza, Pozzol Groppo, Rivanazzano, Rocca Susella, Volpedo.